# Illatos hunyor
Az illatos hunyor (Helleborus odorus) a boglárkavirágúak (Ranunculales) rendjébe, ezen belül a boglárkafélék (Ranunculaceae) családjába tartozó faj.

## Elterjedése, élőhelye
Előfordulása kontinentális és mérsékelt éghajlatú területeken, lomberdőkben jellemző. Őshazája Délkelet-Európa. Sziklás karsztos, bükk- és gyertyánelegyes erdőkben.

Magyarországon, csak a Mecsekben és a Dél-Dunántúlon honos.

## Megjelenése
Az illatos hunyort elsőként zöld, zöldessárga virágjáról ismerjük meg, azonban természetesen nem ez az egyetlen hunyor, ami rendelkezik ezen tulajdonsággal, így a faj megítéléséhez több tulajdonságot is meg kell vizsgálni.
- Levelei szórt állásúak, tenyeresen összetettek, épszélűek, fonákán az főerek mentén szőrös. A tőlevél ölbefogott, murvalevele szeldelt.

Levelei áttelelnek, csak akkor veszíti el őket a növény, amikor tavasszal az újak fejlődnek, ezért félörökzöld.
- Virága zöldes-sárga vagy zöld. A virágot alkotó szirmok valójában csészelevelek. A valódi sziromlevelek egészen aprók. Virágja oldalra forduló, a vacok ráncos. Virágában úgynevezett mézelők találhatók, melyek a szirmokból alakultak ki. A virág sugaras. Sok szirma alakult nektáriummá és sok porzólevéllel rendelkezik. Termője felsőállású, szabad, 3 termőlevélből áll, mely ötből forrt össze. Termése tüszőtermés, illetve tüszőcsokor.
- Szára zöld, lágy.

## Egyéb
A növény minden része - de különösen a gyöktörzs, a tőlevelek és a magvak - mérgező, akárcsak a többi hunyoré. Helleboreint, egy szívre ható, digitálisz-szerű glikozidot, ezenkívül hellebrint, akonitsavat és egy helleborinszerű szaponint tartalmaz. Legelő állatok fogyaszthatják akkora mennyiségben, hogy mérgezést okozhasson. Tünetei: nyálkahártyagyulladás, nyálfolyás, hányás, gyomor- és bélgyulladás, krónikus hasmenés, erős, szapora szívverés, bódultság, támolygó járás. Súlyos esetben az állat 3-4 napon belül elpusztul a központi idegrendszer bénulása következtében. A méreganyagok a szarvasmarha, kecske tejében - vagy kényszervágás esetén a húsában - is megtalálhatóak.